# Helmut Schönenberger (Chemiker)
Helmut Schönenberger (* 2. November 1924 in Augsburg; † 14. April 2020 in Pentling) war ein deutscher Pharmazeut und Chemiker (Pharmazeutische Chemie). Er war Hochschullehrer an der Universität Regensburg.

## Biographie
Nach Abitur 1943 am Realgymnasium Augsburg, Kriegsteilnahme und kurzer Gefangenschaft absolvierte Schönenberger eine Apothekerlehre in Füssen und legte 1947 in Augsburg die Pharmazeutische Vorprüfung ab. Von 1947 bis 1952 studierte er Pharmazie und Chemie an der Ludwig-Maximilians-Universität München. Das Studium schloss er mit dem Staatsexamen ab. Unter Heinrich Thies wurde er 1955 mit dem Thema „Umsetzung von Grignard-Verbindungen mit Schiffschen Basen“ promoviert. Er habilitierte sich 1961 an der Universität München für das Fach Pharmazeutische Chemie mit der Arbeit „Arzneimittelsynthese in der Benzhydrylamin- und α,α-Diphenyläthylendiaminreihe“ und wurde im selben Jahr zum Privatdozenten ernannt. 1968 folgte die Ernennung zum außerplanmäßigen Professor. Rufe an die Universitäten Leiden, São Paulo, Berlin, Würzburg sowie an das Deutsche Krebsforschungszentrum in Heidelberg lehnte er ab, um 1977 dem Ruf auf den Lehrstuhl für Pharmazeutische Chemie II am neu gegründeten Institut für Pharmazie der damals noch jungen Universität Regensburg zu folgen. Er war von 1989 bis 1991 Dekan der Fakultät für Chemie und Pharmazie. Er etablierte den Sonderforschungsbereich 234 „Experimentelle Krebschemotherapie – Wirkstoffentwicklung“ der Deutschen Forschungsgemeinschaft, den er von 1985 bis 1992 als Sprecher leitete. Von 1992 bis 1994 engagierte er sich im Graduiertenkolleg „Therapieforschung - Onkologie“. Er veröffentlichte mehr als 400 Beiträge in wissenschaftlichen Journalen, hielt 12 Patente, betreute über 70 Promotionen und war Mentor für neun Habilitanden. Schönenberger gilt als einer der Pioniere der Medizinischen Chemie, zu der sich die Pharmazeutische Chemie in neuerer Zeit gewandelt hat. Er wurde Ende März 1993 emeritiert, sein Nachfolger war Armin Buschauer.

## Forschungsgebiete
- Synthese und pharmakologische Prüfung neuer Wirkstoffe zur Behandlung hormonabhängiger Tumoren: Antiestrogene, Antiandrogene, Aromatase-Inhibitoren.[1]
- Neue antimykobakterielle Wirkstoffe[1]
- Platinkomplexe mit spezifischer Wirkung an Mamma- und Prostatakarzinomen[1]

## Ehrungen und Auszeichnungen
- 1991 Deutscher Krebspreis
- 1993 Carl-Mannich-Medaille der Deutschen Pharmazeutischen Gesellschaft
- 2005 Erneuerung des Doktorgrades durch die Ludwig-Maximilians-Universität München

## Veröffentlichungen (Auswahl)
- W. Weuffen, A. Kramer, E. Bulka, H. Schönenberger (Hrsg.): Handbuch der Antiseptik, Bd. II: Antiseptika Teil 2, VEB Verlag Volk und Gesundheit, Berlin 1983.
- S. Seeber, R. Osieka, H. Sack, H. Schönenberger (Hrsg.): Das Resistenzproblem bei der Chemo- und Radiotherapie maligner Tumoren, Grundlagen und Klinik. Karger, Basel 1984.
- Richard Schlemmer, Thilo Spruß, Günther Bernhardt, Helmut Schönenberger: [meso-1,2-Bis(2,6-dichloro-4-hydroxyphenyl)ethylenediamine] dichloroplatinum(II), a Compound with a Specific Activity on Hormone-Sensitive Breast Cancers - Evidence for a Diethylstilbestrol-Like Mode of Action Arch. Pharm. Pharm. Med. Chem. 1999, 332, 59–69.
- Günther Bernhardt, Marion Koch, Thilo Spruß, Ronald Gust, Rudolf Krauser, Richard Schlemmer, Michael Hollstein, Franz Lux, Helmut Schönenberger: [meso-1,2-Bis(2,6-dichloro-4-hydroxyphenyl)ethylenediamine]sulfato-platinum(II) - Pharmacokinetic Studies Arch. Pharm. Pharm. Med. Chem. 1999, 332, 195–200.
- Richard Schlemmer, Thilo Spruß, Günther Bernhardt, Helmut Schönenberger: Does [Meso-1,2-bis(2,6-dichloro-4-hydroxyphenyl)ethylenediamine]-dichloroplatinum(II) Act on the Hormone-Sensitive, Murine Breast Cancer as a Biological Response Modifier? Part I: The MXT-M-3.2 Breast Cancer Stimulates the Growth of an Identical Second Graft; [Meso-1,2-bis(2,6-dichloro-4-hydroxyphenyl)ethylenediamine]dichloroplatinum(II) Inhibits this Process Arch. Pharm. Pharm. Med. Chem. 2000, 333, 69–71.
- Richard Schlemmer, Thilo Spruß, Günther Bernhardt, Helmut Schönenberger: Does [meso-1,2-bis(2,6-dichloro-4-hydroxyphenyl)ethylenediamine]-dichloroplatinum (II) Act on the Hormone-Sensitive, Murine Breast Cancer as a Biological Response Modifier? Part II: Studies on the Influence of [meso-1,2-bis(2,6-dichloro-4-hydroxyphenyl)ethylenediamine]dichloroplatinum(II) on the Specific Immune Defense in MXT-M-3,2 Breast Cancer Bearing Mice Arch. Pharm. Pharm. Med. Chem. 2000, 333, 397–403.
- Richard Schlemmer, Thilo Spruß, Günther Bernhardt, Helmut Schönenberger: Does [meso-1,2-Bis(2,6-dichloro-4-hydroxyphenyl)ethylenediamine]-dichloro-platinum(II) Act as an Immune Response Modifier? Part III: Progressively Growing MXT-M-3,2 Breast Cancer Stimulates the Proliferation of Phagocytes in B6D2F1 Mice Arch. Pharm. Pharm. Med. Chem. 2000, 333, 404–414
- Sabine Schertl, Rolf W. Hartmann, Christine Batzl-Hartmann, Richard Schlemmer, Thilo Spruß, Günther Bernhardt, Ronald Gust, Helmut Schönenberger: 1-(2,6-Dichloro-4-hydroxyphenyl)-2-phenylethanes - New Biological Response Modifiers for the Therapy of Breast Cancer. Synthesis and Evaluation of Estrogenic/Antiestrogenic Properties Arch. Pharm. Pharm. Med. Chem. 2001, 334, 125–137.